# 福嶋正信
福嶋 正信（ふくしま まさのぶ、1955年11月24日 - ）は、熊本県出身の日本の高校野球指導者。

## 経歴
八代東高校、日本体育大学を経て、1979年に都立足立工業高校に着任。
その後は、都立葛飾野高校、都立江戸川高校を経て、2005年からは都立小山台高校野球部監督に就任。2014年春には現在福岡ソフトバンクホークスに所属する伊藤優輔を擁し、21世紀枠で都立高校初めての選抜大会出場を果たした。その後も2018年、2019年夏には東東京大会で準優勝の成績を修めるなど都立の進学校でありながらも、都内有数の強豪校に成長させている。

## 主な教え子
- 伊藤優輔（野球選手）
- 米澤太郎（アナウンサー）